# Stema Crișanei

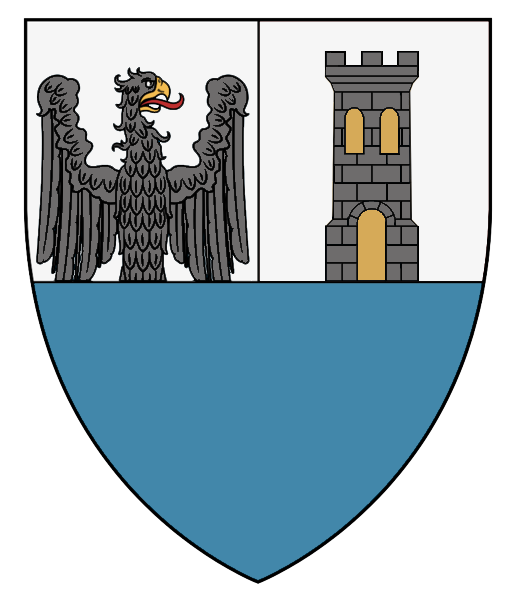
Stemă a Crișanei, sec. XIX, digitalizată după o imagine din colecția familiei Flondor.

Stema Crișanei a fost alcătuită astfel încât să reflecte istoria sa din Evul Mediu.
O reprezentare din 1881 a stemei o înfățișează ca fiind compusă dintr-un scut tăiat și despicat în partea superioară. În dreapta se regăsește acvila ieșindă, iar în stânga un turn de cetate - simbolul Biharei. Câmpul inferior este albastru, fără a prezenta vreun element suplimentar.